# Argentinische Eishockeynationalmannschaft
Die Eishockeynationalmannschaft Argentiniens ist eine Auswahl argentinischer Spieler, die von der Asociación Argentina de Hockey sobre Hielo y en Línea bestimmt werden, um das Land auf internationaler Ebene zu repräsentieren.

## Geschichte
Eine Delegation der Asociación Argentina de Hockey sobre Hielo y en Línea, die sich seit ihrer Gründung hauptsächlich auf Inlinehockey konzentriert hatte, nahm vom 7. bis zum 21. Februar 2012 an einem Trainingslager in Mexiko teil. Dort bestritt man neben einem Testspiel gegen eine Vereinsmannschaft zudem fünf Testspiele gegen mexikanische Auswahlmannschaften. Zunächst besiegte Argentinien die Vereinsmannschaft Aztecas mit 7:6. Gegen die mexikanische U18-Nationalmannschaft gewann man mit 4:2 und 3:0, ehe man das dritte Spiel mit 0:2 verlor. In seinen ersten beiden Länderspielen gegen die international bereits etablierte Herren-Nationalmannschaft Mexikos unterlag Argentinien deutlich mit 1:5 und 1:10.
Im März 2014 nahm Argentinien am erstmals ausgetragenen Pan-Amerikanischen Eishockeyturnier teil. Im Turnierverlauf gelang der erste Länderspielsieg Argentiniens beim 5:3 über Brasilien. Argentinien belegte schließlich den vierten Platz nach einem 1:9 im Spiel um Platz drei gegen Kolumbien.
Weitere Teilnahmen am Pan-American Tournament folgten 2015, 2016 und 2017, wobei Argentinien 2017 die Bronzemedaille gewann. Darüber hinaus nimmt Argentinien seit 2018 am Latam-Cup teil, der jedoch kein offizielles IIHF-Turnier ist. Dabei gewann Argentinien 2023 das Turnier, wurde 2022 zudem Zweiter und gewann das "Spring Classic". Seit 2023 nimmt Argentinien auch offiziell am IIHF Development Cup teil, einem Aufbauturnier für assoziierte IIHF-Mitglieder. Dabei belegte Argentinien den zweiten (2023) und den vierten Platz (2024).